# Darrang
Darrang fou un regne koch centrat a la regió de Darrang, iniciat per raja Shukladhaj (Silarai), fill del fundador del poder koch (vegeu Koch Bihar), el rei Bishwa Singh i germà del successor d'aquest, Nar Narayan (raja el 1554).
Silarai fou nomenat comandant militar per la conquesta d'Assam el 1562 i va conquerir tots els països veïns a l'est i sud i fins i tot va fer la guerra als musulmans; va derrotar els caps de Dimarua, el regne Jaintia, Khairam, Barak, Riu, i Tripura i al raja ahom d'Assam, la capital del qual va ocupar i el raja va esdevenir tributari. Silarai va obtenir una part dels territoris conquerits amb títol de raja. Nar Narayan de Koch fou derrotat finalment per Isa Khan, senyor o príncep (bhuiya) de Sonargaon a Bengala oriental, que va fer presoner al seu germà Silarai o Sukladhaj, el cap militar principal dels koch, el qual va morir el 1581. Llavors el seu fill Raghu es va revoltar a la part oriental (1581), i Nar Narayan va dividir (1584) el seu regne en dues parts, cedint a Raghu la part a l'est del riu Sankosh. Nar Narayan va morir el mateix 1584 (un font alternativa indica 1587) i el va succeir el seu fill Lakshmi Narayan.
Raghu va morir en data desconeguda i el va succeir el seu fill Raja Parikshit Narayan que va estar en guerra amb 
Lakshmi Narayan. Lakshmi no podia guanyar i va demanar l'ajut dels mogols que van enviar un exèrcit que va ocupar la fortalesa de Dhubri, una de les principal de Raja Parikshit, i després van atacar la capital oriental, Barnagar, al riu Manas. Després d'uns mesos de resistència es va haver de rendir i fou enviat presoner a Delhi; el germà de Parikshit, Bali Narayan, va fugir a Ahom, i el rei d'aquest estat, Pratap Singh, va refusar entregar-lo. Els mogols van envair Ahom amb deu o dotze mil homes i van derrotar l'exèrcit de Pratap al riu Bhareli, però després foren aniquilats en un atac nocturn.
Pratap Singh, finalment vencedor, va donar el tron de Darrang (Koch oriental) a Bali Narayan, i va conquerir Pandu prop de Gawhati, que va fortificar; després va assetjar Hajo però fou rebutjat; va estar pel Baix Assam durant anys amb èxit variable i el 1637 el governador mogol de Dacca va decidir posar fi als seus atacs i va enviar un nou exèrcit que va expulsar els ahoms de Kamrup; Bali Narayan va morir en combat el 1637 i es va fer un tractat que establia el Barnadi com a frontera entre Ahom i els mogols. En endavant el regne de Darrang fou un poder feudatari local d'Assam que va existir fins a l'ocupació birmana al segle XIX.
Vers 1785 el raja Bishnu Narayan va aprofitar les lluites civils al regne ahom d'Assam i va intentar recuperar la independència però el 1792 fou derrotat per una expedició britànica i va restar sota domini d'Assam fins a l'ocupació birmana el 1819. El 1826 va passar als britànics amb la resta d'Assam.

## Llista de reis[1]
- Raja Shukladhaj (Silarai) vers 1565-1581
- Raja Raghudev Narayan (fill), vers 1581-?
- Raja Parikshit Narayan (fill)
- Raja Bali Narayan (germà) ?-1637
- Raja Mahendra Narayan (fill) 1637-?
- Raja Chandra Narayan (fill)
- Raja Indra Narayan (fill)
- Raja Mod Narayan (fill)
- Raja Surya Narayan (oncle)
- Raja Dhir Narayan (fill)
- Raja Kirti Narayan (fill)
- Raja Bishnu Narayan (fill) fins a 1819